# صلند

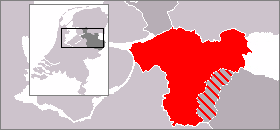
موقع السيادة التاريخية صَلَند (أحمر وأحمر رمادي) داخل أوفرآيسل (أخضر داكن) وهولندا (رمادي فاتح)، منطقة الأحمر الرمادي تنتمي إلى منطقة مدينة تفنته.

صَلَند أو سَلَند أو (نقحرة: سالاند) هو سيادة تاريخية في غرب وشمال المقاطعة الهولندية الحالية أوفرايسل. في الوقت الحاضر يستخدم مصطلح صَلَند للإشارة إلى المنطقة المقابلة لجزء من السيادة السابقة إلى الغرب من منطقة تفينته.